# Abraxas lutescens
Abraxas lutescens là một loài bướm đêm trong họ Geometridae.